# John Denver/Diskografie
Diese Diskografie ist eine Übersicht über die musikalischen Werke des US-amerikanischen Country-Sängers John Denver. Den Schallplattenauszeichnungen zufolge hat er bisher mehr als 47,8 Millionen Tonträger verkauft, davon alleine in seiner Heimat über 41,1 Millionen. Seine erfolgreichste Veröffentlichung ist die Kompilation John Denver’s Greatest Hits mit über 9,6 Millionen verkauften Einheiten.

## Alben

### Studioalben
| Jahr | Titel Musiklabel                                                                 | Höchstplatzierung, Gesamtwochen, AuszeichnungChartplatzierungen (Jahr, Titel, Musiklabel, Platzierungen, Wochen, Auszeichnungen, Anmerkungen) | Höchstplatzierung, Gesamtwochen, AuszeichnungChartplatzierungen (Jahr, Titel, Musiklabel, Platzierungen, Wochen, Auszeichnungen, Anmerkungen) | Höchstplatzierung, Gesamtwochen, AuszeichnungChartplatzierungen (Jahr, Titel, Musiklabel, Platzierungen, Wochen, Auszeichnungen, Anmerkungen) | Höchstplatzierung, Gesamtwochen, AuszeichnungChartplatzierungen (Jahr, Titel, Musiklabel, Platzierungen, Wochen, Auszeichnungen, Anmerkungen) | Höchstplatzierung, Gesamtwochen, AuszeichnungChartplatzierungen (Jahr, Titel, Musiklabel, Platzierungen, Wochen, Auszeichnungen, Anmerkungen) | Anmerkungen |
| Jahr | Titel Musiklabel                                                                 | DE | AT | UK | US | Country | Anmerkungen |
| ---- | -------------------------------------------------------------------------------- | --- | --- | --- | --- | --- | --- |
| 1966 | John Denver Sings Selbstverlag                                                   | — | — | — | — | — | Erstveröffentlichung: Dezember 1966                                                                                  |
| 1969 | Rhymes & Reasons RCA Victor                                                      | — | — | UK21 Silber · (5 Wo.)UK | US148 (3 Wo.)US | — | Erstveröffentlichung: 14. Oktober 1969 Charteintritt in UK erst 1973                                                 |
| 1970 | Take Me to Tomorrow RCA Victor                                                   | — | — | — | US197 (2 Wo.)US | — | Erstveröffentlichung: 19. Mai 1970                                                                                   |
| 1970 | Whose Garden Was This? RCA Victor                                                | — | — | — | — | — | Erstveröffentlichung: 1. Oktober 1970                                                                                |
| 1971 | Poems, Prayers & Promises RCA Victor                                             | — | — | UK19 (5 Wo.)UK | US15 Platin · (80 Wo.)US | Country6 (26 Wo.)Country | Erstveröffentlichung: 6. April 1971 Charteintritt in UK erst 1973                                                    |
| 1971 | Aerie RCA Victor                                                                 | — | — | — | US75 Gold · (16 Wo.)US | Country37 (11 Wo.)Country | Erstveröffentlichung: 1. November 1971                                                                               |
| 1972 | Rocky Mountain High RCA Victor                                                   | — | — | UK11 (15 Wo.)UK | US4 ×2Doppelplatin · (53 Wo.)US | Country40 (2 Wo.)Country | Erstveröffentlichung: 15. September 1972 Charteintritt in UK 1973                                                    |
| 1973 | Farewell Andromeda RCA Victor                                                    | — | — | — | US16 Gold · (35 Wo.)US | — | Erstveröffentlichung: 7. Juni 1973                                                                                   |
| 1974 | Back Home Again RCA Victor                                                       | — | — | UK3 Gold · (29 Wo.)UK | US1 ×3Dreifachplatin · (96 Wo.)US | Country1 (64 Wo.)Country | Erstveröffentlichung: 15. Juni 1974                                                                                  |
| 1975 | Windsong RCA Victor                                                              | — | — | UK14 (21 Wo.)UK | US1 ×2Doppelplatin · (45 Wo.)US | Country1 (25 Wo.)Country | Erstveröffentlichung: 1. September 1975                                                                              |
| 1976 | Spirit RCA Victor                                                                | — | — | UK9 (11 Wo.)UK | US7 Platin · (30 Wo.)US | Country3 (25 Wo.)Country | Erstveröffentlichung: 16. August 1976                                                                                |
| 1977 | I Want to Live RCA Victor                                                        | — | — | UK25 (5 Wo.)UK | US45 Platin · (25 Wo.)US | Country10 (25 Wo.)Country | Erstveröffentlichung: 30. November 1977                                                                              |
| 1979 | John Denver RCA Victor                                                           | — | — | UK68 (1 Wo.)UK | US25 Gold · (15 Wo.)US | Country10 (16 Wo.)Country | Erstveröffentlichung: Januar 1979                                                                                    |
| 1980 | Autograph RCA Victor                                                             | — | — | — | US39 (17 Wo.)US | Country28 (18 Wo.)Country | Erstveröffentlichung: 26. Februar 1980                                                                               |
| 1981 | Some Days Are Diamonds RCA Victor                                                | — | — | — | US32 Gold · (30 Wo.)US | Country7 (35 Wo.)Country | Erstveröffentlichung: 1. Juni 1981                                                                                   |
| 1982 | Seasons of the Heart RCA Victor                                                  | — | — | — | US39 Gold · (33 Wo.)US | Country18 (30 Wo.)Country | Erstveröffentlichung: 17. Februar 1982                                                                               |
| 1983 | It’s About Time RCA Victor                                                       | — | — | UK90 (2 Wo.)UK | US61 (15 Wo.)US | Country55 (10 Wo.)Country | Erstveröffentlichung: 15. November 1983                                                                              |
| 1985 | Dreamland Express RCA Victor                                                     | — | — | — | US90 (19 Wo.)US | Country64 (8 Wo.)Country | Erstveröffentlichung: 3. Juni 1985                                                                                   |
| 1986 | One World Starcall Victor                                                        | — | — | UK91 (3 Wo.)UK | — | — | Erstveröffentlichung: 14. Juni 1986                                                                                  |
| 1988 | Higher Ground RCA Victor                                                         | — | — | — | — | Country49 (7 Wo.)Country | Erstveröffentlichung: 26. Juni 1988                                                                                  |
| 1990 | Earth Songs Windstar Records                                                     | — | — | — | — | — | Erstveröffentlichung: Juni 1990                                                                                      |
| 1990 | The Flower That Shattered the Stone Music Club                                   | — | — | — | US185 (6 Wo.)US | — | Erstveröffentlichung: 11. September 1990                                                                             |
| 1991 | Different Directions Windstar Records                                            | — | — | — | — | — | Erstveröffentlichung: 24. September 1991                                                                             |
| 1997 | All Aboard! Sony Music Nashville                                                 | — | — | — | US165 (1 Wo.)US | — | Erstveröffentlichung: 26. August 1997                                                                                |
| 1997 | Love Again / A Celebration of Life (1943–1997) CMC Records / River North Records | — | — | — | — | — | Erstveröffentlichung: 1997                                                                                           |
| 1998 | Forever, John RCA                                                                | — | — | — | — | — | Erstveröffentlichung: 29. September 1998 posthumes Studioalbum mit unveröffentlichten Titeln und Alternativversionen |

grau schraffiert: keine Chartdaten aus diesem Jahr verfügbar

### Gemeinschaftsalben
| Jahr | Titel Musiklabel                  | Höchstplatzierung, Gesamtwochen, AuszeichnungChartplatzierungen (Jahr, Titel, Musiklabel, Platzierungen, Wochen, Auszeichnungen, Anmerkungen) | Höchstplatzierung, Gesamtwochen, AuszeichnungChartplatzierungen (Jahr, Titel, Musiklabel, Platzierungen, Wochen, Auszeichnungen, Anmerkungen) | Höchstplatzierung, Gesamtwochen, AuszeichnungChartplatzierungen (Jahr, Titel, Musiklabel, Platzierungen, Wochen, Auszeichnungen, Anmerkungen) | Höchstplatzierung, Gesamtwochen, AuszeichnungChartplatzierungen (Jahr, Titel, Musiklabel, Platzierungen, Wochen, Auszeichnungen, Anmerkungen) | Höchstplatzierung, Gesamtwochen, AuszeichnungChartplatzierungen (Jahr, Titel, Musiklabel, Platzierungen, Wochen, Auszeichnungen, Anmerkungen) | Anmerkungen                                         |
| Jahr | Titel Musiklabel                  | DE | AT | UK | US | Country | Anmerkungen                                         |
| ---- | --------------------------------- | --- | --- | --- | --- | --- | --------------------------------------------------- |
| 1981 | Perhaps Love CBS                  | — | — | UK17 Gold · (21 Wo.)UK | US18 Platin · (27 Wo.)US | — | Erstveröffentlichung: 1981 mit Plácido Domingo      |
| 1982 | Rocky Mountain Holiday RCA Victor | — | — | — | — | — | Erstveröffentlichung: November 1982 mit den Muppets |

### Livealben
| Jahr | Titel Musiklabel                                   | Höchstplatzierung, Gesamtwochen, AuszeichnungChartplatzierungen (Jahr, Titel, Musiklabel, Platzierungen, Wochen, Auszeichnungen, Anmerkungen) | Höchstplatzierung, Gesamtwochen, AuszeichnungChartplatzierungen (Jahr, Titel, Musiklabel, Platzierungen, Wochen, Auszeichnungen, Anmerkungen) | Höchstplatzierung, Gesamtwochen, AuszeichnungChartplatzierungen (Jahr, Titel, Musiklabel, Platzierungen, Wochen, Auszeichnungen, Anmerkungen) | Höchstplatzierung, Gesamtwochen, AuszeichnungChartplatzierungen (Jahr, Titel, Musiklabel, Platzierungen, Wochen, Auszeichnungen, Anmerkungen) | Höchstplatzierung, Gesamtwochen, AuszeichnungChartplatzierungen (Jahr, Titel, Musiklabel, Platzierungen, Wochen, Auszeichnungen, Anmerkungen) | Anmerkungen                                                                                               |
| Jahr | Titel Musiklabel                                   | DE | AT | UK | US | Country | Anmerkungen                                                                                               |
| ---- | -------------------------------------------------- | --- | --- | --- | --- | --- | --- |
| 1975 | An Evening with John Denver RCA Victor             | — | — | UK31 (4 Wo.)UK | US2 ×3Dreifachplatin · (50 Wo.)US | Country1 (33 Wo.)Country | Erstveröffentlichung: 27. Februar 1975                                                                    |
| 1976 | Live in London RCA Victor                          | — | — | UK2 (29 Wo.)UK | — | — | Erstveröffentlichung: 1976                                                                                |
| 1977 | Live at the Sydney Opera House RCA Victor          | — | — | — | — | — | Erstveröffentlichung: 1977 Wiederveröffentlichung: 1999                                                   |
| 1995 | The Wildlife Concert Legacy Recordings             | — | — | — | US104 Gold · (4 Wo.)US | — | Erstveröffentlichung: 17. Juli 1995 aufgenommen am 23. Februar 1995 in den Sony Music Studios in New York |
| 1997 | The Best of John Denver Live Legacy Recordings     | — | — | — | US52 Gold · (10 Wo.)US | Country8 (87 Wo.)Country | Erstveröffentlichung: 27. Juni 1997                                                                       |
| 2001 | Christmas in Concert RCA                           | — | — | — | — | Country60 (4 Wo.)Country | Erstveröffentlichung: September 2001                                                                      |
| 2002 | The Harbor Lights Concert RCA                      | — | — | — | — | — | Erstveröffentlichung: 23. April 2002                                                                      |
| 2007 | Live in the U.S.S.R. AAO Records                   | — | — | — | — | — | Erstveröffentlichung: 2007                                                                                |
| 2010 | Live at Cedar Rapids Collectors’ Choice Music Live | — | — | — | — | — | Erstveröffentlichung: 5. Januar 2010                                                                      |

### Kompilationen
| Jahr | Titel Musiklabel                                                                     | Höchstplatzierung, Gesamtwochen, AuszeichnungChartplatzierungen (Jahr, Titel, Musiklabel, Platzierungen, Wochen, Auszeichnungen, Anmerkungen) | Höchstplatzierung, Gesamtwochen, AuszeichnungChartplatzierungen (Jahr, Titel, Musiklabel, Platzierungen, Wochen, Auszeichnungen, Anmerkungen) | Höchstplatzierung, Gesamtwochen, AuszeichnungChartplatzierungen (Jahr, Titel, Musiklabel, Platzierungen, Wochen, Auszeichnungen, Anmerkungen) | Höchstplatzierung, Gesamtwochen, AuszeichnungChartplatzierungen (Jahr, Titel, Musiklabel, Platzierungen, Wochen, Auszeichnungen, Anmerkungen) | Höchstplatzierung, Gesamtwochen, AuszeichnungChartplatzierungen (Jahr, Titel, Musiklabel, Platzierungen, Wochen, Auszeichnungen, Anmerkungen) | Anmerkungen                                                                    |
| Jahr | Titel Musiklabel                                                                     | DE | AT | UK | US | Country | Anmerkungen                                                                    |
| ---- | ------------------------------------------------------------------------------------ | --- | --- | --- | --- | --- | ------------------------------------------------------------------------------ |
| 1973 | John Denver’s Greatest Hits: The Best of John Denver RCA Victor                      | DE28 (11 Wo.)DE | — | UK7 Gold · (68 Wo.)UK | US1 ×9Neunfachplatin · (175 Wo.)US | Country47 (1 Wo.)Country | Erstveröffentlichung: 3. November 1973 Charteintritt in DE erst 1979           |
| 1977 | John Denver’s Greatest Hits, Volume 2: The Best of John Denver – Volume 2 RCA Victor | DE26 (4 Wo.)DE | AT14 (8 Wo.)AT | UK9 Gold · (9 Wo.)UK | US6 ×2Doppelplatin · (18 Wo.)US | Country7 (17 Wo.)Country | Erstveröffentlichung: März 1977 Charteintritt in DE erst 1979, in AT erst 1982 |
| 1978 | Henry John Deutschendorf genannt John Denver – Seine großen Erfolge RCA Victor       | DE7 Gold · (82 Wo.)DE | — | — | — | — |                                                                                |
| 1980 | The Voice of America RCA Victor                                                      | DE10 (12 Wo.)DE | AT19 (2 Wo.)AT | — | — | — |                                                                                |
| 1984 | The John Denver Collection Telstar                                                   | — | — | UK20 Gold · (11 Wo.)UK | — | — |                                                                                |
| 1984 | John Denver’s Greatest Hits, Volume 3 RCA Victor                                     | — | — | UK— SilberUK | US— GoldUS | — | Erstveröffentlichung: 1. November 1984                                         |
| 1990 | Take Me Home, Country Roads and Other Hits RCA Victor                                | — | — | — | — | — |                                                                                |
| 1994 | The Very Best of John Denver Heartland Music                                         | — | — | — | US— PlatinUS | Country38 (78 Wo.)Country |                                                                                |
| 1996 | The Rocky Mountain Collection RCA Victor                                             | — | — | UK19 Gold · (9 Wo.)UK | US— PlatinUS | Country50 (15 Wo.)Country | Erstveröffentlichung: 31. Mai 1996                                             |
| 1996 | Reflections: Songs of Love & Life RCA Victor                                         | — | — | — | — | Country36 (4 Wo.)Country |                                                                                |
| 1997 | Gold Collection BMG Ariola                                                           | DE82 (7 Wo.)DE | — | — | — | — | Erstveröffentlichung: 10. März 1997                                            |
| 1997 | Country Roads Collection RCA                                                         | — | — | — | — | Country33 (2 Wo.)Country | Erstveröffentlichung: 1997                                                     |
| 1997 | A Celebration of Life (1943–1997) – The Last Recordings River North Records          | — | — | — | US130 (8 Wo.)US | Country16 (31 Wo.)Country | Erstveröffentlichung: 18. November 1997                                        |
| 1998 | Greatest Country Hits BMG Special Products                                           | — | — | — | — | Country75 (1 Wo.)Country |                                                                                |
| 1998 | The Best of John Denver Madacy Entertainment                                         | — | — | UK— GoldUK | US— PlatinUS | — |                                                                                |
| 2002 | Songs for America BMG Special Products                                               | — | — | — | — | — |                                                                                |
| 2004 | The Essential John Denver BMG Special Products                                       | — | — | UK— GoldUK | — | Country36 (11 Wo.)Country |                                                                                |
| 2004 | Definitive All-Time Greatest Hits BMG Special Products                               | — | — | — | US52 Gold · (7 Wo.)US | Country9 (50 Wo.)Country | Erstveröffentlichung: 4. Oktober 2004                                          |
| 2004 | A Song’s Best Friend – The Very Best of RCA / BMG                                    | — | — | UK18 Gold · (7 Wo.)UK | — | — | Erstveröffentlichung: 4. Oktober 2004                                          |
| 2006 | 16 Biggest Hits RCA / Legacy Recording                                               | — | — | — | — | Country61 (1 Wo.)Country | Erstveröffentlichung: 5. September 2006                                        |
| 2008 | Playlist: The Very Best of John Denver Columbia Records / Legacy Recording           | — | — | — | — | Country39 (46 Wo.)Country | Erstveröffentlichung: 29. April 2008                                           |
| 2009 | Sunshine On My Shoulders – The Best Of Sony Music                                    | — | — | UK— SilberUK | — | — | Erstveröffentlichung: 2009                                                     |
| 2011 | The Ultimate Collection Sony Music                                                   | — | — | UK5 Platin · (25 Wo.)UK | — | — | Erstveröffentlichung: 8. Juli 2011                                             |
| 2012 | The Classic Christmas Album RCA                                                      | — | — | — | — | Country32 (7 Wo.)Country | Erstveröffentlichung: 2. Oktober 2012                                          |
| 2012 | Take Me Home Music Digital                                                           | — | — | UK63 Silber · (12 Wo.)UK | — | — | Erstveröffentlichung: 2012                                                     |
| 2013 | The Real … Sony Music                                                                | — | — | UK97 Silber · (2 Wo.)UK | — | — | Erstveröffentlichung: 27. Mai 2013                                             |
| 2014 | All of My Memories: The John Denver Collection RCA / Legacy Recording                | — | — | — | — | Country44 (1 Wo.)Country | Erstveröffentlichung: 4. November 2014                                         |
| 2019 | Gold Sony Music                                                                      | — | — | UK41 (3 Wo.)UK | — | — | Erstveröffentlichung: 5. Dezember 2019                                         |

### Weihnachtsalben
| Jahr | Titel Musiklabel                             | Höchstplatzierung, Gesamtwochen, AuszeichnungChartplatzierungen (Jahr, Titel, Musiklabel, Platzierungen, Wochen, Auszeichnungen, Anmerkungen) | Höchstplatzierung, Gesamtwochen, AuszeichnungChartplatzierungen (Jahr, Titel, Musiklabel, Platzierungen, Wochen, Auszeichnungen, Anmerkungen) | Höchstplatzierung, Gesamtwochen, AuszeichnungChartplatzierungen (Jahr, Titel, Musiklabel, Platzierungen, Wochen, Auszeichnungen, Anmerkungen) | Höchstplatzierung, Gesamtwochen, AuszeichnungChartplatzierungen (Jahr, Titel, Musiklabel, Platzierungen, Wochen, Auszeichnungen, Anmerkungen) | Höchstplatzierung, Gesamtwochen, AuszeichnungChartplatzierungen (Jahr, Titel, Musiklabel, Platzierungen, Wochen, Auszeichnungen, Anmerkungen) | Anmerkungen                                                                                            |
| Jahr | Titel Musiklabel                             | DE | AT | UK | US | Country | Anmerkungen                                                                                            |
| ---- | -------------------------------------------- | --- | --- | --- | --- | --- | --- |
| 1975 | Rocky Mountain Christmas RCA Victor          | — | — | — | US14 ×2Doppelplatin · (16 Wo.)US | — | Erstveröffentlichung: 6. Dezember 1975; Wiederveröffentlichung: 1976 (erreichte noch einmal Platz 115) |
| 1979 | A Christmas Together RCA Victor              | — | — | — | US26 Platin · (12 Wo.)US | Country13 (7 Wo.)Country | Erstveröffentlichung: 31. Oktober 1979 mit the Muppets                                                 |
| 1990 | Christmas, Like a Lullaby LaserLight Digital | — | — | — | — | — | Erstveröffentlichung: Dezember 1990                                                                    |

## Singles

### Als Leadmusiker
| Jahr | Titel Album                                                         | Höchstplatzierung, Gesamtwochen, AuszeichnungChartplatzierungen (Jahr, Titel, Album, Platzierungen, Wochen, Auszeichnungen, Anmerkungen) | Höchstplatzierung, Gesamtwochen, AuszeichnungChartplatzierungen (Jahr, Titel, Album, Platzierungen, Wochen, Auszeichnungen, Anmerkungen) | Höchstplatzierung, Gesamtwochen, AuszeichnungChartplatzierungen (Jahr, Titel, Album, Platzierungen, Wochen, Auszeichnungen, Anmerkungen) | Höchstplatzierung, Gesamtwochen, AuszeichnungChartplatzierungen (Jahr, Titel, Album, Platzierungen, Wochen, Auszeichnungen, Anmerkungen) | Anmerkungen |
| Jahr | Titel Album                                                         | UK | US | Country | A. C. | Anmerkungen |
| ---- | ------------------------------------------------------------------- | --- | --- | --- | --- | --- |
| 1969 | Leaving on a Jet Plane Rhymes & Reasons                             | UK— SilberUK | — | — | — | Erstveröffentlichung: 28. Oktober 1969 |
| 1969 | Daydream Rhymes & Reasons                                           | — | — | — | — | Erstveröffentlichung: 13. Dezember 1969 |
| 1970 | Sticky Summer Weather Take Me To Tomorrow                           | — | — | — | — | Erstveröffentlichung: 31. Juli 1970 |
| 1970 | Follow Me Take Me To Tomorrow                                       | — | — | — | — | Erstveröffentlichung: 24. März 1970 |
| 1970 | Sail Away Home Whose Garden Was This                                | — | — | — | — | Erstveröffentlichung: 24. September 1970                                                                                                   |
| 1970 | Whose Garden Was This                                               | — | — | — | — | Erstveröffentlichung: 19. Oktober 1970 |
| 1971 | Take Me Home, Country Roads Poems, Prayers & Promises               | UK— ×2DoppelplatinUK | US2 Platin · (23 Wo.)US | Country50 (13 Wo.)Country | A. C.3 (21 Wo.)A. C. | Erstveröffentlichung: 26. März 1971 |
| 1971 | Friends with You Aerie                                              | — | US47 (11 Wo.)US | — | A. C.4 (12 Wo.)A. C. | Erstveröffentlichung: 6. Oktober 1971 |
| 1972 | Everyday Aerie                                                      | — | US81 (3 Wo.)US | — | A. C.21 (6 Wo.)A. C. | Erstveröffentlichung: 10. Januar 1972 |
| 1972 | Goodbye Again Rocky Mountain High                                   | — | US88 (6 Wo.)US | — | A. C.23 (9 Wo.)A. C. | Erstveröffentlichung: 24. Juni 1972 |
| 1972 | Hard Life, Hard Times (Prisoners) Rocky Mountain High               | — | — | — | — | Erstveröffentlichung: 31. August 1972 |
| 1972 | Rocky Mountain High                                                 | — | US9 Gold · (19 Wo.)US | — | A. C.3 (17 Wo.)A. C. | Erstveröffentlichung: 17. November 1972 |
| 1973 | I’d Rather Be a Cowboy Farewell Andromeda                           | — | US62 (10 Wo.)US | — | A. C.25 (8 Wo.)A. C. | Erstveröffentlichung: 4. Mai 1973 |
| 1973 | Farewell Andromeda (Welcome to My Morning) Farewell Andromeda       | — | US89 (5 Wo.)US | — | A. C.20 (7 Wo.)A. C. | Erstveröffentlichung: 24. August 1973 |
| 1973 | Please, Daddy Farewell Andromeda                                    | — | US69 (5 Wo.)US | Country69 (7 Wo.)Country | — | Erstveröffentlichung: 13. November 1973 |
| 1974 | Sunshine on My Shoulders John Denver’s Greatest Hits                | — | US1 Gold · (18 Wo.)US | Country42 (12 Wo.)Country | A. C.1 (16 Wo.)A. C. | Erstveröffentlichung: 6. Januar 1974 |
| 1974 | Annie’s Song Back Home Again                                        | UK1 Platin · (17 Wo.)UK | US1 Gold · (17 Wo.)US | Country9 (14 Wo.)Country | A. C.1 (17 Wo.)A. C. | Erstveröffentlichung: 19. Mai 1974 in UK 2012 erneut auf Position 38                                                                       |
| 1974 | Back Home Again                                                     | — | US5 Gold · (16 Wo.)US | Country1 (14 Wo.)Country | A. C.1 (13 Wo.)A. C. | Erstveröffentlichung: 1. September 1974 |
| 1974 | Sweet Surrender Back Home Again                                     | — | US13 (11 Wo.)US | Country7 (12 Wo.)Country | A. C.1 (14 Wo.)A. C. | Erstveröffentlichung: 7. Dezember 1974 |
| 1975 | Thank God I’m a Country Boy Back Home Again                         | — | US1 Gold · (19 Wo.)US | Country1 (14 Wo.)Country | A. C.5 (11 Wo.)A. C. | Erstveröffentlichung: März 1975 |
| 1975 | I’m Sorry Windsong                                                  | — | US1 Gold · (8 Wo.)US | Country1 (18 Wo.)Country | A. C.1 (13 Wo.)A. C. | Erstveröffentlichung: 30. Juli 1975 |
| 1975 | Calypso Windsong                                                    | — | US2 (10 Wo.)US | — | — | Erstveröffentlichung: 30. Juli 1975 |
| 1975 | Fly Away Windsong                                                   | — | US13 (12 Wo.)US | Country12 (11 Wo.)Country | A. C.1 (14 Wo.)A. C. | Erstveröffentlichung: November 1975 mit Olivia Newton-John                                                                                 |
| 1975 | Christmas for Cowboys Rocky Mountain Christmas                      | — | US58 (4 Wo.)US | — | — | Erstveröffentlichung: 6. Dezember 1975 |
| 1976 | Looking for Space Windsong                                          | — | US29 (8 Wo.)US | Country30 (10 Wo.)Country | A. C.1 (10 Wo.)A. C. | Erstveröffentlichung: Februar 1976 |
| 1976 | It Makes Me Giggle Spirit                                           | — | US60 (4 Wo.)US | Country70 (5 Wo.)Country | A. C.9 (7 Wo.)A. C. | Erstveröffentlichung: 8. Mai 1976 |
| 1976 | Like a Sad Song Spirit                                              | — | US36 (7 Wo.)US | Country34 (9 Wo.)Country | A. C.1 (12 Wo.)A. C. | Erstveröffentlichung: 4. September 1976 |
| 1976 | Baby, You Look Good to Me Tonight Spirit                            | — | US65 (7 Wo.)US | Country22 (11 Wo.)Country | A. C.13 (11 Wo.)A. C. | Erstveröffentlichung: 28. Dezember 1976 |
| 1977 | My Sweet Lady John Denver’s Greatest Hits, Volume 2                 | — | US32 (11 Wo.)US | Country62 (7 Wo.)Country | A. C.13 (11 Wo.)A. C. | Erstveröffentlichung: 28. Februar 1977 |
| 1977 | How Can I Leave You Again I Want to Live                            | — | US44 (10 Wo.)US | Country22 (13 Wo.)Country | A. C.2 (15 Wo.)A. C. | Erstveröffentlichung: 31. August 1977 |
| 1978 | It Amazes Me I Want to Live                                         | — | US59 (7 Wo.)US | Country72 (6 Wo.)Country | A. C.9 (11 Wo.)A. C. | Erstveröffentlichung: 26. Februar 1978 |
| 1978 | I Want to Live                                                      | — | US55 (5 Wo.)US | — | A. C.10 (9 Wo.)A. C. | Erstveröffentlichung: 22. April 1978 |
| 1979 | Downhill Stuff John Denver                                          | — | — | Country64 (5 Wo.)Country | — | Erstveröffentlichung: 13. Januar 1979 |
| 1979 | What’s On Your Mind John Denver                                     | — | — | Country47 (7 Wo.)Country | A. C.10 (10 Wo.)A. C. | Erstveröffentlichung: 24. März 1979 |
| 1979 | Garden Song John Denver                                             | — | — | — | A. C.31 (8 Wo.)A. C. | Erstveröffentlichung: 17. Juni 1979 |
| 1979 | Have Yourself A Merry Little Christmas A Christmas Together         | — | — | — | — | John Denver & The Muppets |
| 1980 | Autograph                                                           | — | US52 (10 Wo.)US | Country84 (5 Wo.)Country | A. C.20 (10 Wo.)A. C. | Erstveröffentlichung: 25. Februar 1980 |
| 1980 | Dancing with the Mountains Autograph                                | — | US97 (3 Wo.)US | — | A. C.43 (5 Wo.)A. C. | Erstveröffentlichung: 19. Mai 1980 |
| 1981 | Some Days Are Diamonds (Some Days Are Stone) Some Days Are Diamonds | — | US36 (20 Wo.)US | Country10 (18 Wo.)Country | A. C.12 (18 Wo.)A. C. | Erstveröffentlichung: 14. Mai 1981 |
| 1981 | The Cowboy and the Lady Some Days Are Diamonds                      | — | US66 (7 Wo.)US | Country50 (9 Wo.)Country | — | Erstveröffentlichung: 7. Oktober 1981 |
| 1981 | Perhaps Love                                                        | — | — | — | — | Erstveröffentlichung: 30. Dezember 1981 mit Plácido Domingo                                                                                |
| 1982 | Annie’s Song Perhaps Love                                           | — | — | — | — | Erstveröffentlichung: 23. Januar 1982 mit Plácido Domingo                                                                                  |
| 1982 | Shanghai Breezes Seasons of the Heart                               | — | US31 (14 Wo.)US | — | A. C.1 (21 Wo.)A. C. | Erstveröffentlichung: 17. Februar 1982 |
| 1982 | Seasons of the Heart                                                | — | US78 (5 Wo.)US | — | A. C.23 (12 Wo.)A. C. | Erstveröffentlichung: 19. Juli 1982 |
| 1982 | Opposite Table Seasons of the Heart                                 | — | — | — | — | Erstveröffentlichung: 17. November 1982 |
| 1982 | Perhaps Love                                                        | UK46 (9 Wo.)UK | US59 (7 Wo.)US | — | A. C.22 (7 Wo.)A. C. | Erstveröffentlichung: 30. Dezember 1982 mit Plácido Domingo                                                                                |
| 1983 | Wild Montana Skies It’s About Time                                  | — | — | Country14 (19 Wo.)Country | — | Erstveröffentlichung: 14. Mai 1983 mit Emmylou Harris                                                                                      |
| 1983 | Hold On Tightly It’s About Time                                     | — | — | — | — | Erstveröffentlichung: 6. Oktober 1983 |
| 1984 | Love Again John Denver’s Greatest Hits, Volume 3                    | — | US85 (4 Wo.)US | — | A. C.30 (6 Wo.)A. C. | Erstveröffentlichung: 19. Oktober 1984 mit Sylvie Vartan                                                                                   |
| 1985 | Dreamland Express                                                   | — | — | Country9 (21 Wo.)Country | A. C.34 (9 Wo.)A. C. | |
| 1985 | Don’t Close Your Eyes Tonight Dreamland Express                     | — | — | — | A. C.37 (6 Wo.)A. C. | Erstveröffentlichung: 16. Juni 1985 |
| 1986 | Flying For Me One World                                             | — | — | — | — | Erstveröffentlichung: 23. Juni 1986 |
| 1986 | Along for the Ride (’56 T-Bird) One World                           | — | — | Country57 (9 Wo.)Country | — | Erstveröffentlichung: 7. Juli 1986 |
| 1988 | For You Higher Ground                                               | — | — | — | — | Erstveröffentlichung: 21. Oktober 1988 |
| 1988 | Country Girl in Paris Higher Ground                                 | — | — | Country96 (2 Wo.)Country | — | |
| 1989 | And So It Goes Will the Circle Be Unbroken: Volume Two              | — | — | Country14 (23 Wo.)Country | — | mit Nitty Gritty Dirt Band |
| 1996 | Perhaps Love (Liefde is...) –                                       | — | — | — | — | mit Justine Pelmelay |
| 1996 | Dan volg je haar benen / *Calypso –                                 | — | — | — | — | Erstveröffentlichung: 26. Oktober 2007 * Doppel-A-Single, nur Calypso mit John Denver, Dan volg je haar benen ist Solo-Single von Jan Smit |

## Videoalben
| Jahr | Titel                                    | Höchstplatzierung, Gesamtwochen, AuszeichnungChartplatzierungen (Jahr, Titel, Platzierungen, Wochen, Auszeichnungen, Anmerkungen) | Höchstplatzierung, Gesamtwochen, AuszeichnungChartplatzierungen (Jahr, Titel, Platzierungen, Wochen, Auszeichnungen, Anmerkungen) | Höchstplatzierung, Gesamtwochen, AuszeichnungChartplatzierungen (Jahr, Titel, Platzierungen, Wochen, Auszeichnungen, Anmerkungen) | Höchstplatzierung, Gesamtwochen, AuszeichnungChartplatzierungen (Jahr, Titel, Platzierungen, Wochen, Auszeichnungen, Anmerkungen) | Höchstplatzierung, Gesamtwochen, AuszeichnungChartplatzierungen (Jahr, Titel, Platzierungen, Wochen, Auszeichnungen, Anmerkungen) | Anmerkungen                         |
| Jahr | Titel                                    | DE | AT | UK | US | Country | Anmerkungen                         |
| ---- | ---------------------------------------- | --- | --- | --- | --- | --- | ----------------------------------- |
| 2017 | Rocky Mountain High – Live In Japan 1981 | — | — | UK23 (36 Wo.)UK | — | — | Erstveröffentlichung: 10. März 2017 |

## Boxsets
| Jahr | Titel                                     | Höchstplatzierung, Gesamtwochen, AuszeichnungChartplatzierungen (Jahr, Titel, Platzierungen, Wochen, Auszeichnungen, Anmerkungen) | Höchstplatzierung, Gesamtwochen, AuszeichnungChartplatzierungen (Jahr, Titel, Platzierungen, Wochen, Auszeichnungen, Anmerkungen) | Höchstplatzierung, Gesamtwochen, AuszeichnungChartplatzierungen (Jahr, Titel, Platzierungen, Wochen, Auszeichnungen, Anmerkungen) | Höchstplatzierung, Gesamtwochen, AuszeichnungChartplatzierungen (Jahr, Titel, Platzierungen, Wochen, Auszeichnungen, Anmerkungen) | Höchstplatzierung, Gesamtwochen, AuszeichnungChartplatzierungen (Jahr, Titel, Platzierungen, Wochen, Auszeichnungen, Anmerkungen) | Anmerkungen                                                          |
| Jahr | Titel                                     | DE | AT | UK | US | Country | Anmerkungen                                                          |
| ---- | ----------------------------------------- | --- | --- | --- | --- | --- | -------------------------------------------------------------------- |
| 1975 | John Denver Gift Pak                      | — | — | — | US138 (6 Wo.)US | — | enthält die Alben Windsong und Rocky Mountain Christmas              |
| 1999 | John Denver Christmas Delta Entertainment | — | — | — | — | Country53 (3 Wo.)Country | enthält die Alben A Christmas Together und Christmas, Like a Lullaby |
| 2012 | The RCA Albums Collection                 | — | — | — | — | — | Erstveröffentlichung: 12. Juli 2012                                  |

## Statistik

### Chartauswertung
|                     | DE    | AT    | UK     | US     | Country          |
| ------------------- | ----- | ----- | ------ | ------ | ---------------- |
| Nummer-eins-Alben   | DE—DE | AT—AT | UK—UK  | US3US  | Country3Country  |
| Top-10-Alben        | DE2DE | AT—AT | UK6UK  | US7US  | Country9Country  |
| Alben in den Charts | DE5DE | AT2AT | UK22UK | US29US | Country34Country |

|                       | UK    | US     | Country          | A. C.        |
| --------------------- | ----- | ------ | ---------------- | ------------ |
| Nummer-eins-Singles   | UK1UK | US4US  | Country3Country  | A. C.9A. C.  |
| Top-10-Singles        | UK1UK | US8US  | Country7Country  | A. C.18A. C. |
| Singles in den Charts | UK2UK | US33US | Country26Country | A. C.33A. C. |

|                          | DE    | AT    | UK    | US    | Country         |
| ------------------------ | ----- | ----- | ----- | ----- | --------------- |
| Nummer-eins-Videoalben   | DE—DE | AT—AT | UK—UK | US—US | Country—Country |
| Top-10-Videoalben        | DE—DE | AT—AT | UK—UK | US—US | Country—Country |
| Videoalben in den Charts | DE—DE | AT—AT | UK1UK | US—US | Country—Country |

### Auszeichnungen für Musikverkäufe
| Silberne Schallplatte - Vereinigtes Königreich - 2018: für die Autorenbeteiligung Country Roads (Hermes House Band) Goldene Schallplatte - Australien - 1995: für das Album Favourites - 1995: für das Album A Portrait – 25 Years - Dänemark - 2022: für die Single Take Me Home, Country Roads - Deutschland - 2023: für die Single Take Me Home, Country Roads - Hongkong - 1977: für das Album John Denver’s Greatest Hits - Italien - 1986: für das Album I Grandi Successi Di John Denver - Kanada - 1975: für das Album An Evening with John Denver - 1975: für das Album Back Home Again - 1976: für das Album Rocky Mountain Christmas - 1977: für das Album Greatest Hits Volume 2 - 1980: für das Album A Christmas Together - 2011: für das Videoalbum Rocky Mountain High - Neuseeland - 1982: für das Album Perhaps Love - 2002: für das Album John Denver’s Greatest Hits - 2020: für das Album A Song’s Best Friend – The Very Best of - Spanien - 2024: für die Single Take Me Home, Country Roads | Platin-Schallplatte - Australien - 2002: für das Album John Denver’s Greatest Hits - Deutschland - 2002: für die Autorenbeteiligung Country Roads (Hermes House Band) - Italien - 2023: für die Single Take Me Home, Country Roads - Kanada - 1976: für das Album Windsong - Niederlande - 1979: für das Album Zijn grootste successen - Vereinigte Staaten - 2002: für das Videoalbum The Wildlife Concert 2× Platin-Schallplatte - Australien - 2002: für das Album Legendary – John Denver - 2002: für das Album Greatest Hits Volume 2 - Kanada - 1986: für das Album Perhaps Love | 4× Platin-Schallplatte - Australien - 2017: für das Videoalbum The Wildlife Concert 5× Platin-Schallplatte - Kanada - 1986: für das Album John Denver’s Greatest Hits - Neuseeland - 2025: für die Single Take Me Home, Country Roads |

Anmerkung: Auszeichnungen in Ländern aus den Charttabellen bzw. Chartboxen sind in ebendiesen zu finden.
| Land/RegionAuszeichnungen für Musikverkäufe (Land/Region, Auszeichnungen, Verkäufe, Quellen) | Silber     | Gold       | Platin       | Verkäufe   | Quellen                           |
| -------------------------------------------------------------------------------------------- | ---------- | ---------- | ------------ | ---------- | --------------------------------- |
| Australien (ARIA)                                                                            | —          | 2× Gold2   | 9× Platin9   | 460.000    | aria.com.au                       |
| Dänemark (IFPI)                                                                              | —          | Gold1      | —            | 45.000     | ifpi.dk                           |
| Deutschland (BVMI)                                                                           | —          | 2× Gold2   | Platin1      | 800.000    | musikindustrie.de                 |
| Hongkong (IFPI/HKRIA)                                                                        | —          | Gold1      | —            | 10.000     | ifpihk.org                        |
| Italien (FIMI)                                                                               | —          | Gold1      | Platin1      | 350.000    | fimi.it                           |
| Kanada (MC)                                                                                  | —          | 6× Gold6   | 8× Platin8   | 1.055.000  | musiccanada.com                   |
| Neuseeland (RMNZ)                                                                            | —          | 3× Gold3   | 5× Platin5   | 175.000    | aotearoamusiccharts.co.nz NZ2 NZ3 |
| Niederlande (NVPI)                                                                           | —          | —          | Platin1      | 100.000    | nvpi.nl                           |
| Spanien (Promusicae)                                                                         | —          | Gold1      | —            | 30.000     | elportaldemusica.es               |
| Vereinigte Staaten (RIAA)                                                                    | —          | 15× Gold15 | 33× Platin33 | 41.100.000 | riaa.com                          |
| Vereinigtes Königreich (BPI)                                                                 | 7× Silber7 | 9× Gold9   | 4× Platin4   | 3.750.000  | bpi.co.uk                         |
| Insgesamt                                                                                    | 7× Silber7 | 41× Gold41 | 62× Platin62 |            |                                   |